# داني ووكر-رايس
داني ووكر-رايس (بالإنجليزية: Danny Walker-Rice)‏ هو لاعب كرة قدم بريطاني، ولد في 10 نوفمبر 2000 في لندن في المملكة المتحدة. لعب مع نادي ترانمير روفرز.